# Jules Cnockaert
Jules Cnockaert, né le 1er novembre 1934 à Moorslede (Flandre Occidentale), est un coureur cycliste belge. Il est professionnel en 1960.

## Palmarès
- 1960
  - 3e du championnat de Flandre-Orientale des indépendants

## Résultats sur les grands tours

### Tour d'Italie
- 1959 : abandon